# Wolisko (Kruklanki)
Pour les articles homonymes, voir Wolisko.
Wolisko est un village polonais de la voïvodie de Varmie-Mazurie, dans le powiat de Giżycko.